# Nordic Investment Bank

Logo of the Nordic Investment Bank.

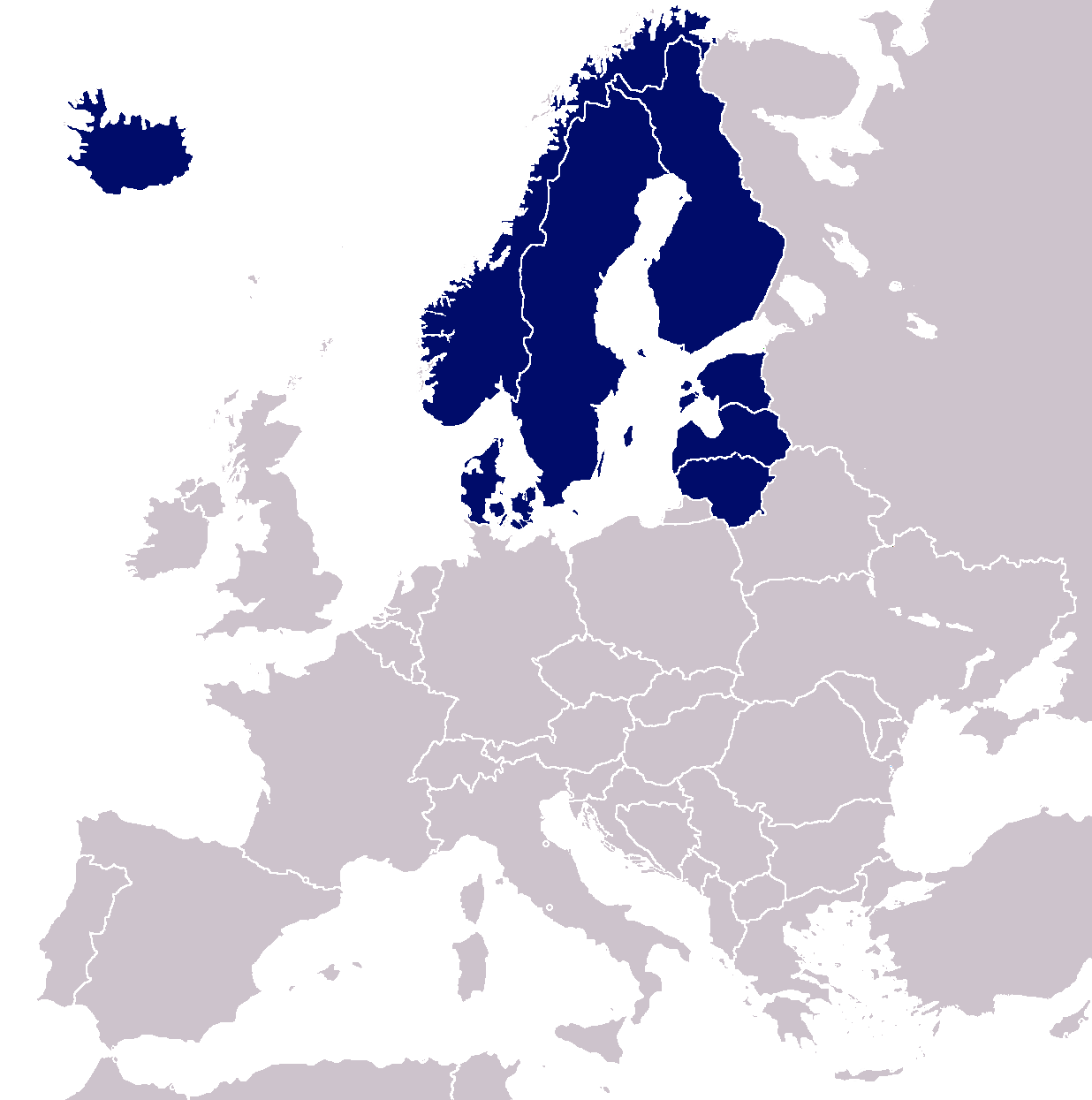
Membri della Nordic Investment Bank a partire dal 2005

La Nordic Investment Bank (NIB) è una banca d'affari e una banca di sviluppo multilaterale posseduta da otto stati dell'Europa del nord: Danimarca, Norvegia, Svezia, Finlandia, Islanda, Estonia, Lettonia e Lituania. La sua sede è a Helsinki. La NIB fu fondata nel 1976; l'attuale presidente è Henrik Normann.
L'obiettivo della NIB è di estendere credito e finanza per progetti d'investimento sia dentro che fuori dai paesi membri.